# Tephriopis
Tephriopis là một chi bướm đêm thuộc họ Erebidae.